# Arbos

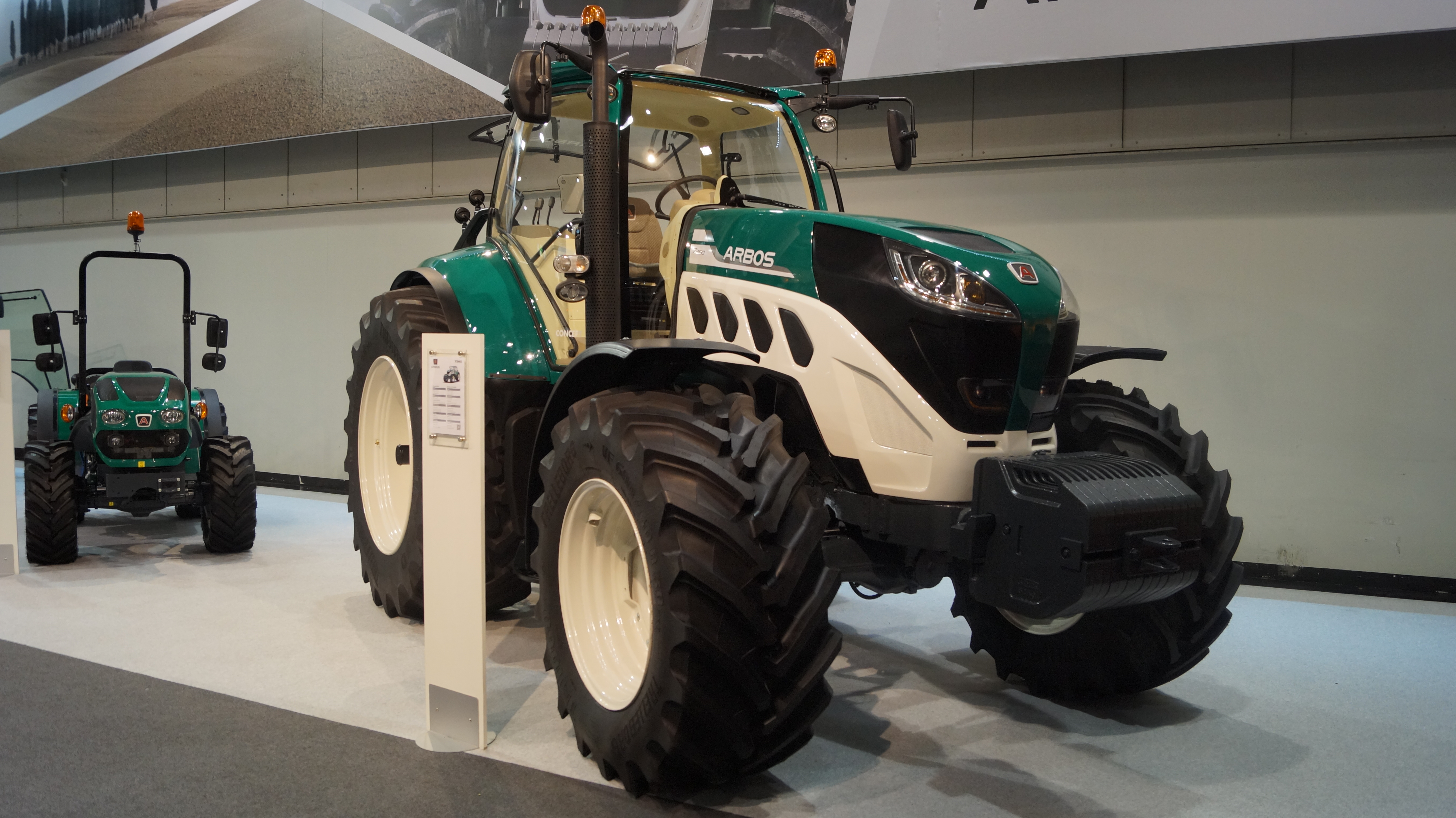
Arbos 7260

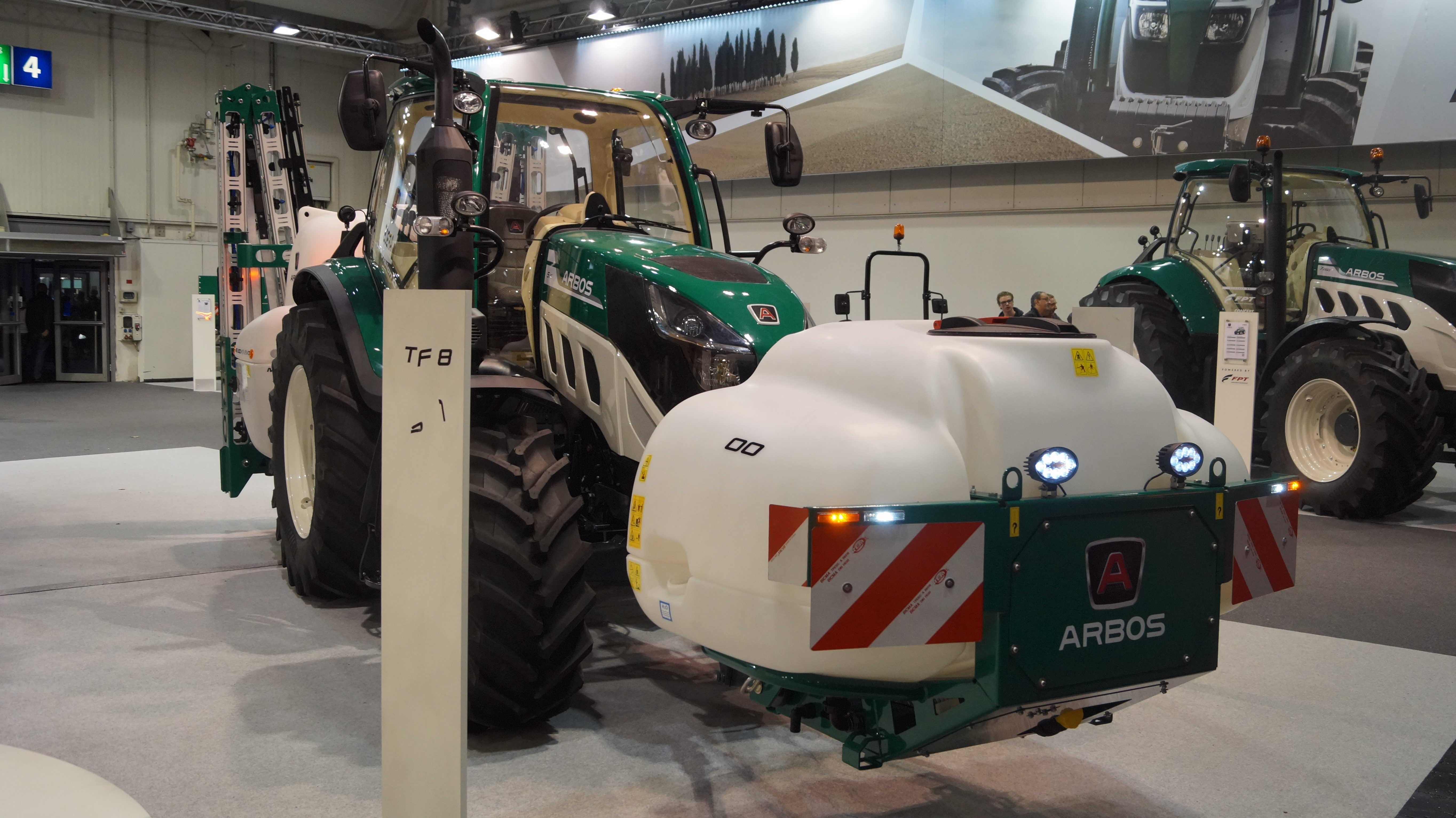
Arbos 5115

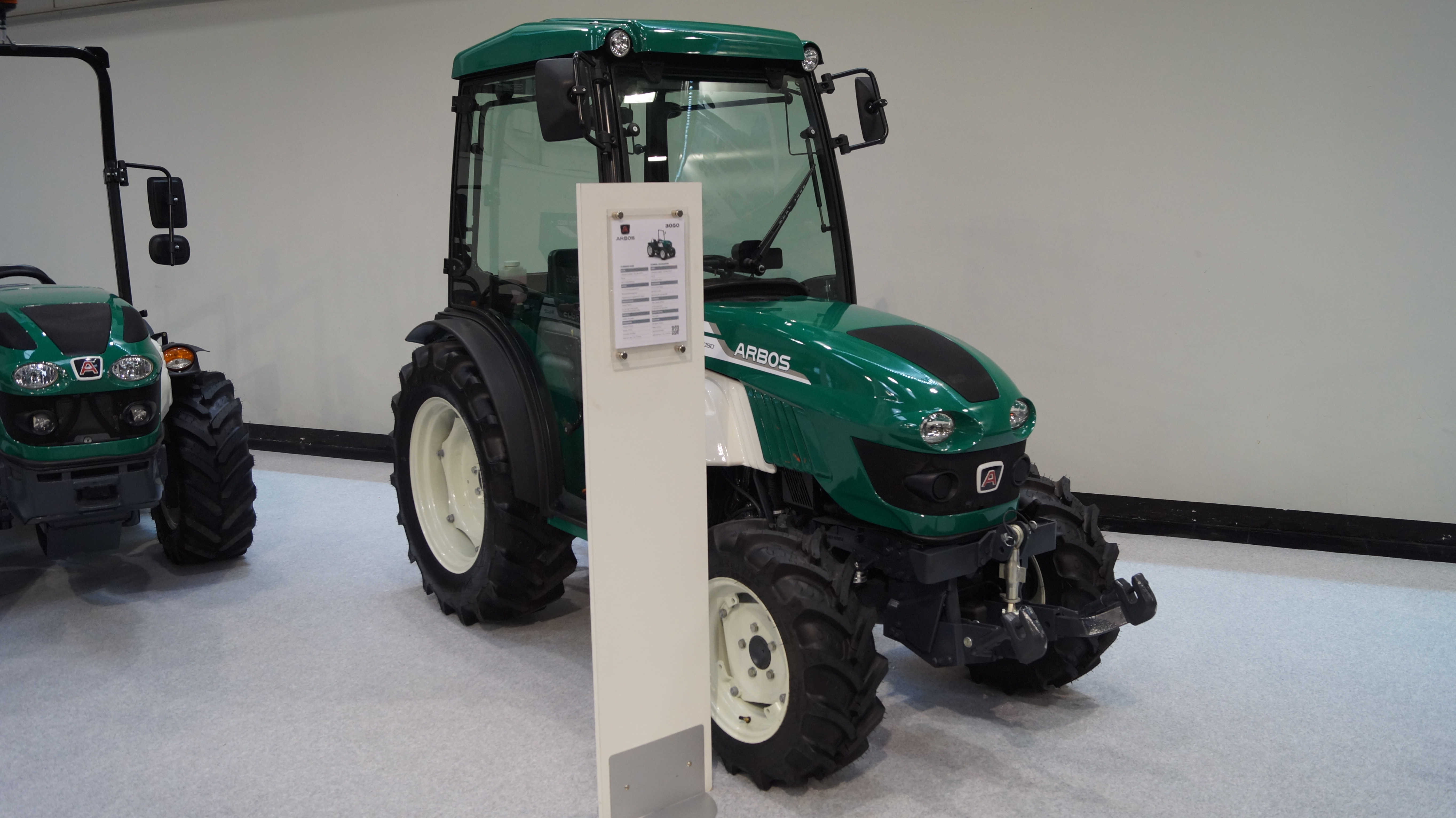
Arbos 3050

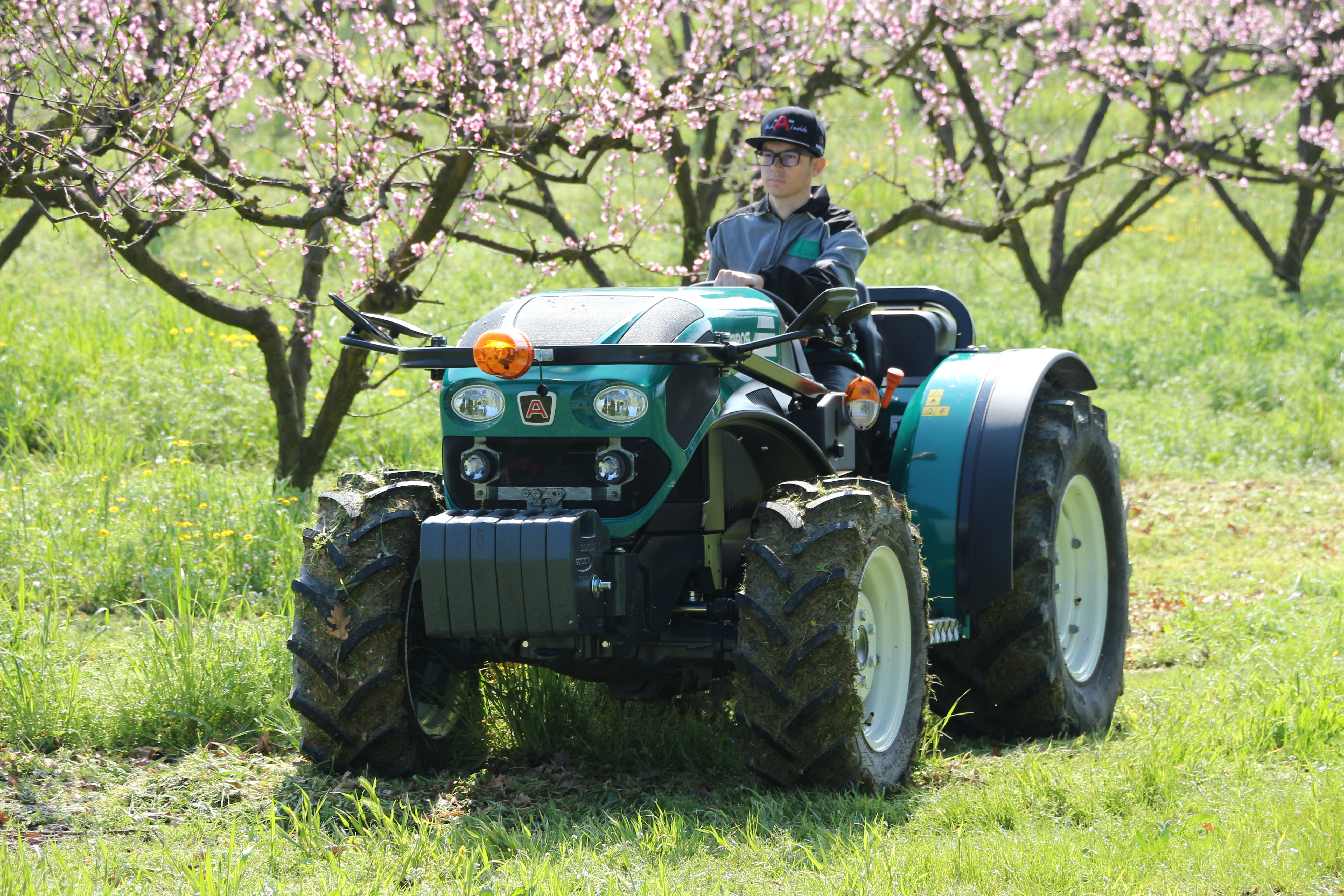
ARBOS 4110Q

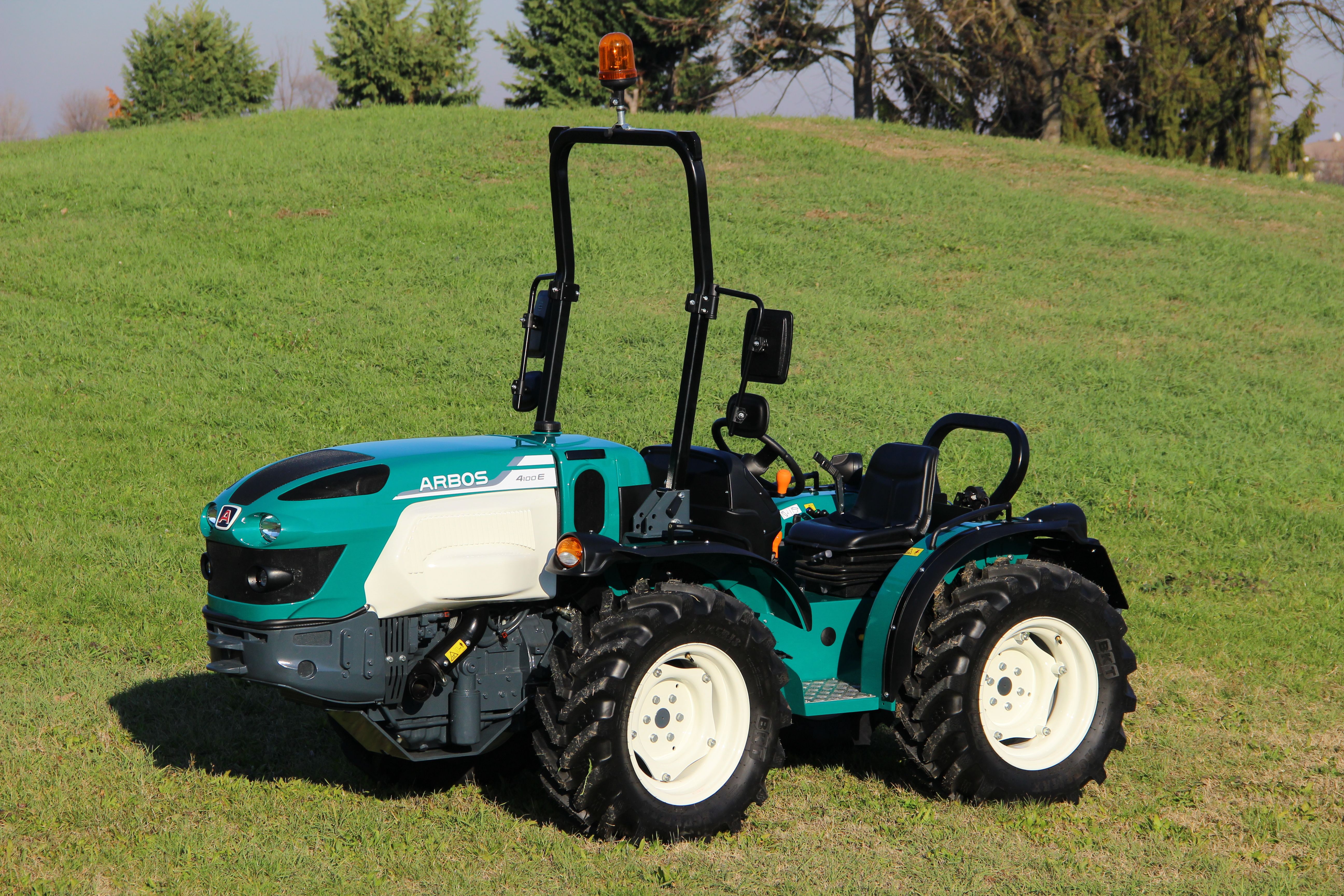
Trattore isodiametrico ARBOS 4100E

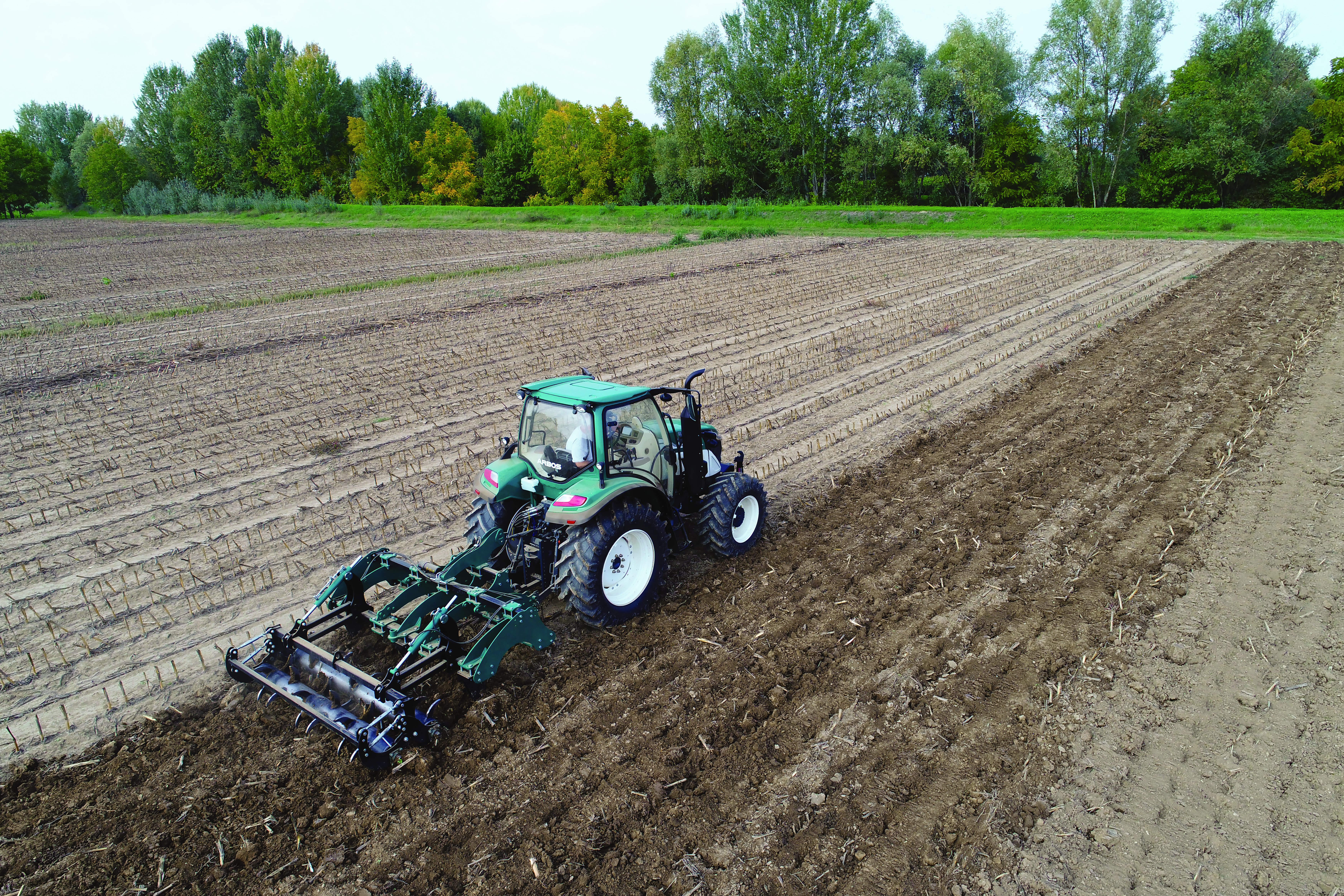
ARBOS 5130

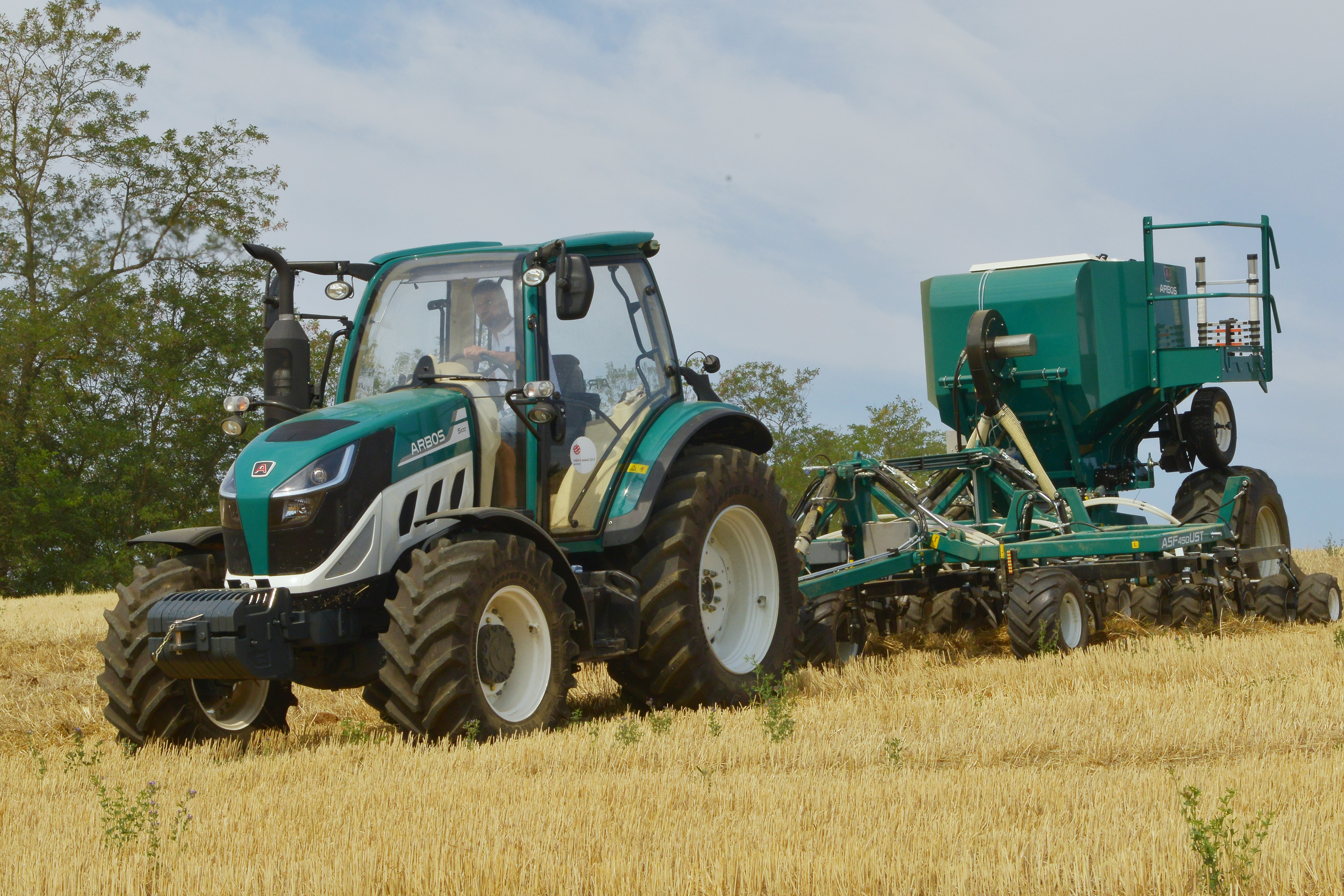
ARBOS 5100

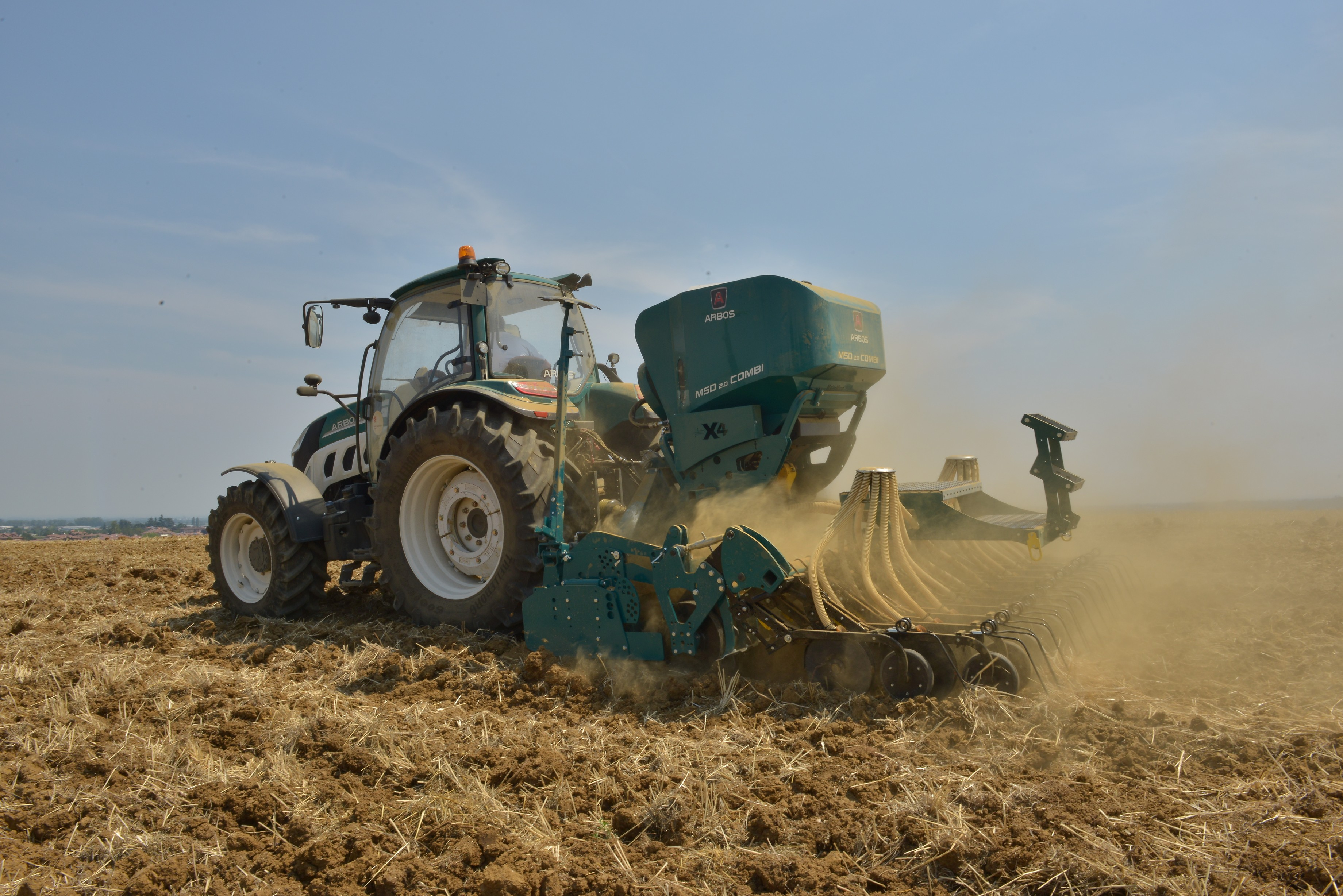
ARBOS 5115

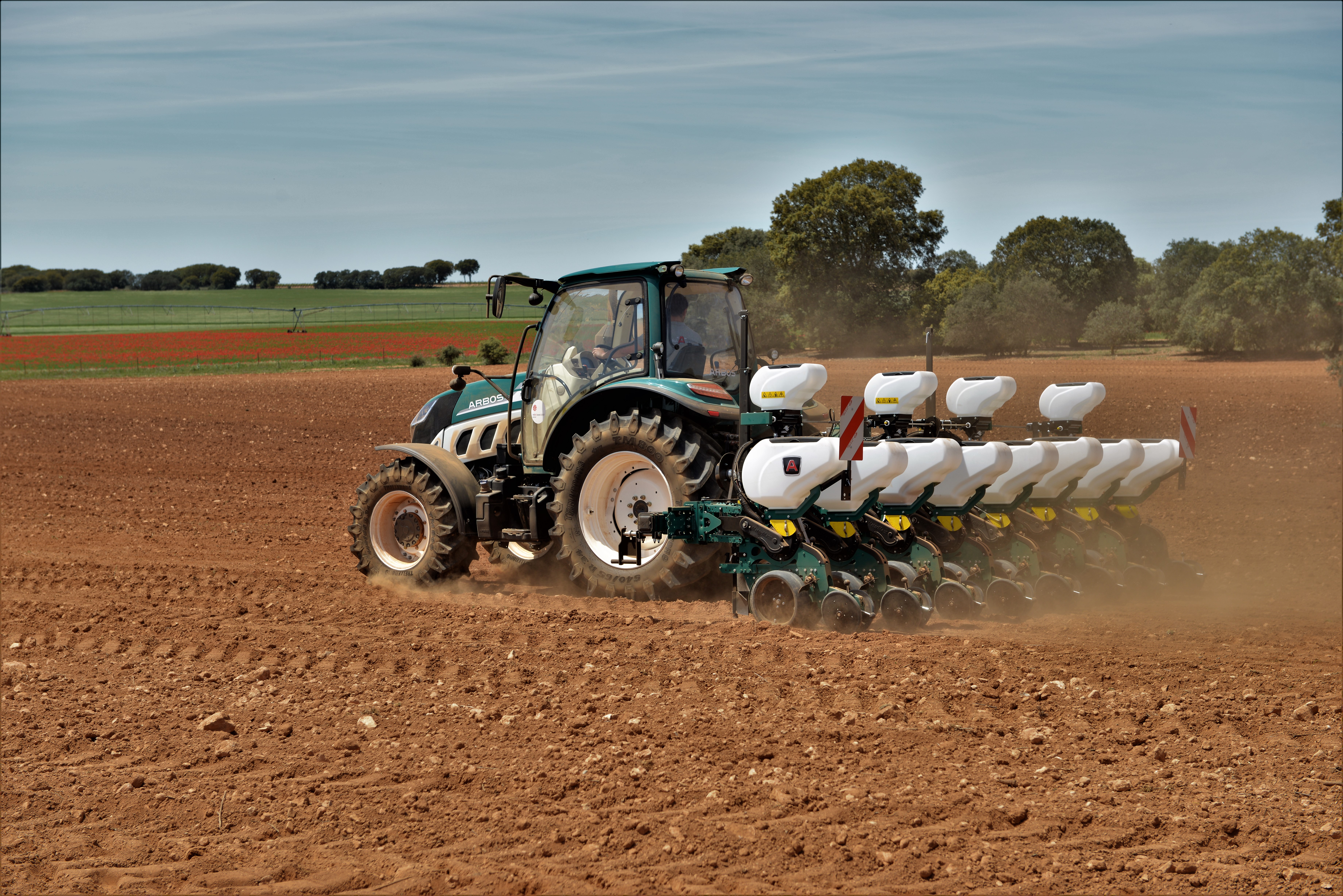
ARBOS 5100

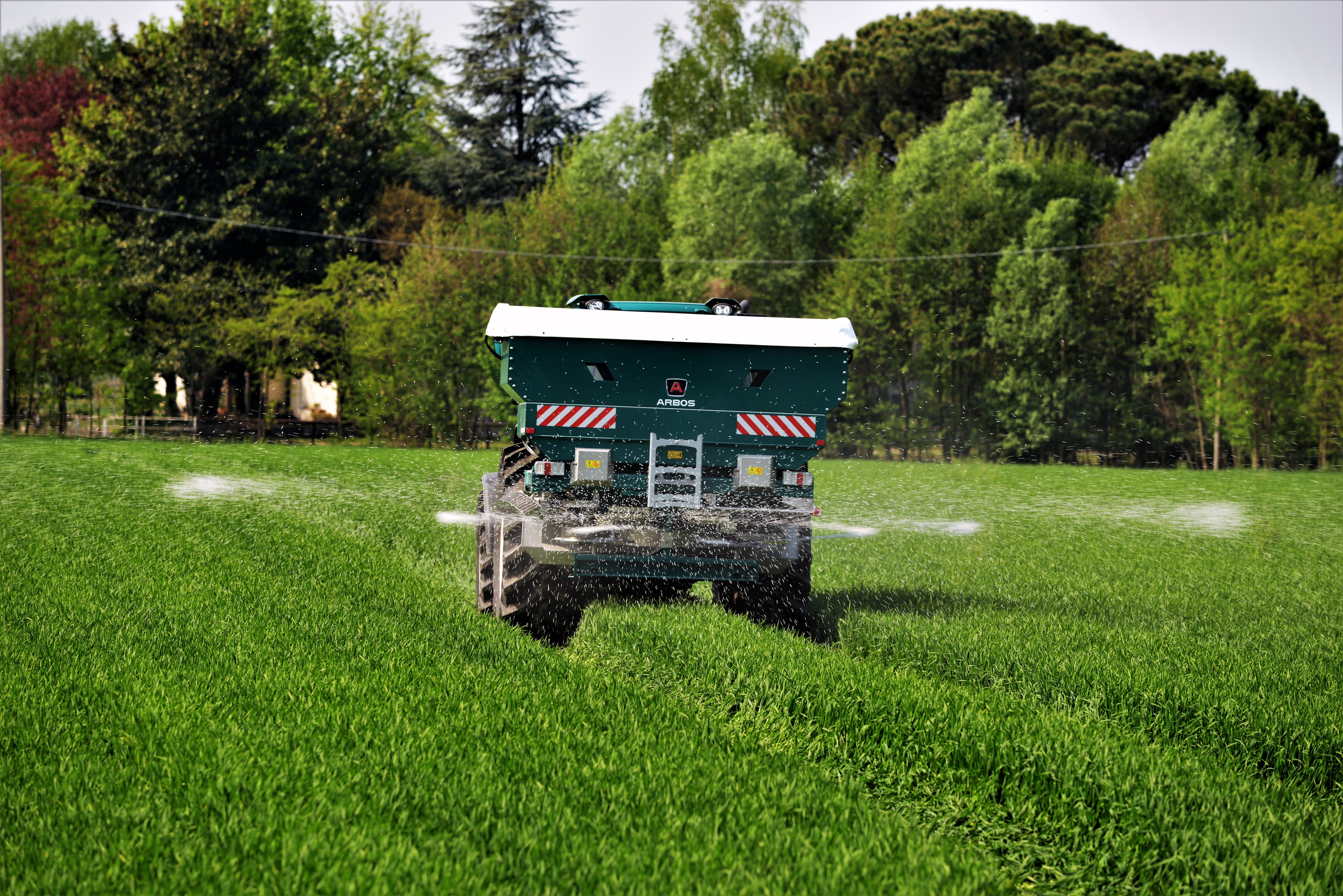
Spandiconcime ARBOS

La ARBOS è un'azienda italiana che produce macchine agricole, situata in Provincia di Modena e controllata dalla cinese Tianjin Lovol Heavy Industry Co. Ltd.

## Storia
Il nome Arbos nasce dall'acronimo di due piacentini Araldi e Boselli, marchio di una fabbrica di biciclette. Nel 1952 viene acquistata dalla Bubba S.A., una società derivata dalla SAFI di Piacenza, che nel 1930 aveva assorbita la società «Pietro Bubba & C.», azienda produttrice dei trattori agricoli Bubba.
Nel 1954 l'azienda si trasforma prima in Arbos-Bubba, dove lancerà sul mercato un trattore a ruote con motore diesel Perkins P4TA da 35 cavalli e l'anno dopo un cingolato con due motorizzazioni a scelta: Perkins P4TA oppure Deutz F2L514 da 32 cv. Le cifre sono esigue: 33 esemplari del tipo a ruote e 9 di quello a cingoli sino alla data del 31 dicembre del 1955. Dal 1956 il marchio diventa solo Arbos. Vengono realizzate le mietitrebbie 100 C disponibile a ruote o a cingoli e l’Allodola 650 con motore Fiat diesel. Seguono la 1000 Super e la 750 Super.
Nel 1960 la Arbos-Bubba diviene Arbos Spa. La Arbos inizia la produzione di mietitrebbie nel nuovo stabilimento a San Lazzaro di Piacenza. Tre anni dopo viene prodotta la 1000 Major 87 CV nel colore verde oliva.
Nel 1964 la Arbos Spa viene acquistata dalla statunitense White. L’anno dopo viene prodotta la mietitrebbia 1220. In pochi anni la gamma viene ampliata con nuovi modelli: oltre alla 1220, vengono immesse sul mercato la 780, la Record e poi 120 Pantera, 165 Tigre, 100 Lince e 125 Giaguaro. Nel 1971 viene lanciata la Pantera 7 Colli, autolivellante con livellamento a 4 lati, longitudinale e trasversale.
Nel 1972 la Arbos Spa diviene filiale della White. L’anno successivo viene presentata l’autolivellante 100 AL. Il 30 novembre 1975 White Arbos Spa cessa l’attività ed è messa in liquidazione il 31 dicembre successivo.

### La Nuova Arbos
Nel 1976 Arbos Spa viene acquistata dai fratelli Magni e riaperta come Nuova Arbos. Viene presentata l’autolivellante 565 AL e vanno in produzione due nuove autolivellanti: la 565 A-4-L e la 705 A-4-L e due macchine da pianura 140 - 160.
Nell'ottobre del 1983 la Nuova Arbos passa ancora di mano e diviene nuovamente Arbos Spa per la produzione di mietitrebbie per grano, riso, mais 100 – 125 – 140 – 160 - 565 A4L – 705 A4L.
Nel 1985 Arbos SPA acquisisce la Italo svizzera di Zola Predosa per la produzione di scavabietole monofila e bifila. Un anno dopo vengono lanciate sul mercato due nuove autolivellanti: la 400 AL e la 200 AL. Successivamente la gamma alta viene rinnovata con l’introduzione delle 800 e 1000. Viene progettata la 600, costruita in un solo esemplare.
Nel 1994, quattro anni prima di festeggiare il centenario, la Arbos chiude definitivamente.

### La rinascita
Nel 2011, il gruppo Lovol Heavy Industry Co. Ltd, costruttore cinese di trattori agricoli, macchine agricole e macchine per il movimento terra, apre a Calderara di Reno un centro di ricerca e sviluppo destinato a coordinare le sue attività in Europa. In seguito all'acquisto dei marchi Bubba ed Arbos, questo centro diventa la sede di una nuova holding, la Lovol Arbos Group Spa, che progetta tre piattaforme di trattori da 100 a 270 CV recuperando il know how industriale delle mietitrebbie Arbos.
Lovol ARBOS Group nel 2015 dà il via a un piano di acquisizioni, inglobando a gennaio la MaterMacc S.p.A., azienda di Pordenone specializzata nella produzione di attrezzature agricole, seguita poi nel dicembre dello stesso anno da Goldoni S.p.A., impresa emiliana produttrice di trattori per il frutteto. Nel 2016 partono un nuovo piano di assunzioni e ingenti ammodernamenti industriali che portano all'ampliamento dell’area per ulteriori 55.000 m2 e al rinnovamento dello stabilimento di Migliarina di Carpi.

### Oggi
Durante Agritechnica 2017, viene presentata ufficialmente la linea completa di trattori e attrezzature nella livrea verde. Il marchio ARBOS è quindi  pronto, a tutti gli effetti, per competere da protagonista sul mercato europeo con una gamma di prodotti che può supportare l'intero ciclo agronomico, dalla lavorazione del terreno alla raccolta. Il 2018 è l'anno del perfezionamento della gamma di trattori di alta potenza e dello sviluppo di attrezzature all'avanguardia nel campo della semina di precisione. In questo senso, si attendono quindi importanti novità in vista della fiera internazionale EIMA 2018.
La collaborazione tra Arbos e MaterMacc termina nel 2022.

## Modelli prodotti

### Modelli storici
| Mietitrebbie      | Anno    |
| ----------------- | ------- |
| MT 1500 “Bubba”   | 1948    |
| MT 52             | 1952    |
| 100 A             | 1953    |
| 100 B             | 1954    |
| 100 C             | 1956    |
| Allodola          | 1956    |
| 1000 Super        | 1957-62 |
| 750 Super         | 1958-66 |
| 1000 Major        | 1963-67 |
| 760 Super         | 1964-65 |
| Record 60         | 1964-67 |
| 1220              | 1965-71 |
| 780               | 1966-70 |
| Record 65         | 1967-68 |
| Record Super      | 1967-69 |
| Record            | 1969    |
| 120 Pantera       | 1970-73 |
| 165 Tigre         | 1970-74 |
| 120 Pantera Colli | 1971-73 |
| 100 AL            | 1973-76 |
| 100 Lince         | 1973-85 |
| 125 Giaguaro      | 1973-90 |
| 565 A-4-L         | 1976-85 |
| 705 A-4L          | 1976-85 |
| 160               | 1979-88 |
| 140               | 1981-82 |
| 400 AL            | 1983-92 |
| 130               | 1984    |
| 125/84            | 1984-90 |
| 110               | 1985-87 |
| 200 AL            | 1985-92 |
| 800               | 1989-92 |
| 1000              | 1989-92 |
| 600               | 1991    |

### Modelli in produzione
Mietitrebbia
- C 5200 (prototipo)

Trattori da campo aperto
- P5000 (100-130 CV)
- P6000 (140-200 CV | prototipi)
- P7000 (220-260 CV | prototipi)

Trattori specializzati
- ARBOS 3000 (38 CV - 48 CV)
- ARBOS 4060F (49 CV)
- ARBOS 4080F (75 CV)
- ARBOS 4000Q (80 CV - 102 CV)
- ARBOS 4000AF(80 CV - 102 CV)
- ARBOS 4000E (61 CV - 92 CV) - isodiametrici

## Premi e riconoscimenti
- Tractor of The Year 2016: finalista con la serie ARBOS 5000
- RED DOT, Design Award: vincitore con la serie ARBOS 5000